# الوفيات الناجمة عن كارثة تشيرنوبيل
تعتبر كارثة تشيرنوبيل (26 أبريل 1986) أسوء كارثة نووية في التاريخ. وقعت الحادثة بعد محطة تشيرنوبيل للطاقة النووية في الجمهورية الاشتراكية السوفيتية الأوكرانية، التي كانت في ذلك الوقت جزءا من الاتحاد السوفيتي، أوكرانيا الآن. منذ عام 1986 حتي الآن، كان عدد القتلي يفتقر إلي الإجماع التام؛ كما لاحظت مجلة لانسيت الطبية وغيرها من المصادر الطبية، أن محطة تشيرنوبيل لا تزال محل خلاف كبير بين مجموعة واسعة من المجموعات غير المعادية للأسلحة النووية.
هناك إجماع على أن ما يقرب من 30 رجلاً لقوا حتفهم بسبب صدمة الانفجار الفوري ومتلازمة الإشعاع الحادة، من الثواني إلي الأشهر التي تلت تلك الكارثة، وفي الفترة التالية توفي أيضا ما يقرب من 60 شخصا، بالإضافة إلى السرطان الناتج عن الإشعاع بعد ذلك، يدور جدل كبير حول العدد الدقيق للوفيات المتوقعة بسبب الآثار الصحية الطويلة الأجل للكارثة، حيث قدر عدد الوفيات طويلة الأجل إلي 4000 حالة (حسب استنتاجي كونسورتيوم مشترك للأمم المتحدة في عامي 2005 و 2006)، كانت أوكرانيا وروسيا البيضاء وروسيا هي أكثر البلدان تعرضا لآثار الحادث، بينما وصلت نسبه الوفيات في القارة الأوروبية بأكملها إلي 16000، مع أرقام تصل إلي 60,000 عندما تشمل الآثار الطفيفة نسبيا في جميع أنحاء العالم.
هذه المشكلة الوبائية ليست فريدة من نوعها في تشيرنوبيل، كذلك تؤدي أيضا إلي إعاقة محاولات انخفاض تلوث الرادون، وتلوث الهواء، وتعوق التعرض لأشعة الشمس الطبيعية. إن تحديد الخطر المرتفع أو العدد الإجمالي للوفيات الناجمة عن الجرعات المنخفضة للغاية أمر شخصي تمامًا، وعلى الرغم من أن أصحاب القيم المرتفعة قابلين للاكتشاف، إلا أن القيم الأقل تكون خارج النطاق الإحصائي الهام للعلوم التجريبية ومن المتوقع أن تظل غير معروفة.

## بيان بعدد القتلى المباشر على المدى القصير
في البداية، كان عدد القتلى الناتج مباشرة عن كارثة تشيرنوبيل في الاتحاد السوفيتي، اثنين فقط من العاملين في المحطة الذي قتلوا في أعقاب انفجار مفاعل المصنع. بحلول أواخر عام 1986، قام المسؤولين السوفييت بتحديث العدد الرسمي إلي 31 شخص، مما يضيف وفاة 29 عاملا إضافيا في المصنع وأول المستجيبين في الأشهر التي تلت الحادث، وفي العقود التي تلت الحادث، حدد المسؤولين السوفييت السابقين وبعض المصادر الغربية أن المجموع 31 ضحية مباشرة.
في عام 2006، قدمت ادعاءات مستمرة بأن الرقم الرسمي البالغ 31 حالة وفاة مباشرة يتجاهل الصدمات المؤكدة الأخرى ووفيات متلازمة الإشعاع الحادة من نفس الفترة، قامت لجنة الأمم المتحدة العلمية المعنية بآثار الإشعاع الذري بإعادة النظر في القضية، وأشارت إلى حالات وفاة إضافية ناتجة عن متلازمة الإشعاع الحادة تعود مباشرة إلي الكارثة، في حين ان وصل إلي المصنع طبيب وصحفي، وطاقم مروحية من مصفي تشيرنوبيل، بعد فترة وجيزة من وقوع الانفجار وجميعهم لقوا حتفهم عند محاولة صب خليط لإزالة التلوث من المصنع في أكتوبر عام 1986، وهكذا ارتفع عدد قتلى الحادث الفوري إلي 54، مع تقديرات من مجموعات أخري تتراوح من 49 إلي 59، ومنذ ذلك الحين، اعتمدت عدة وكالات تابعة للأمم المتحدة الرقم 54 إلي اللجنة الخاصة باعتباره العدد الرسمي للوفيات القصيرة الأجل التي تنتمي مباشرة إلى كارثة تشيرنوبيل.
من جانبهم، يجادل بعض الأشخاص الذين تم اخراجهم من المناطق المصابة بالإشعاع الآن في منطقة تشيرنوبل المحظورة ومحمية بوليس للأبحاث الإشعاعية بأن العدد الرسمي للضحايا المباشرين في الحادث يستبعد الصدمات ووفيات متلازمة الإشعاع الحادة الذي يزعمون أنهم شاهدوا في الأسابيع والأشهر التالية انفجار المفاعل. رداً على ذلك، فإن الوكالات المكونة للأمم المتحدة - بما في ذلك الوكالة الدولية للطاقة الذرية التابعة للأمم المتحدة ومنتدى تشيرنوبيل – تنفي ادعاءات الأشخاص الذين تم تزويدهم بمثل هذه المعلومات الخاطئة أو «الأساطير الحضرية» أو «رهاب الإشعاعات».

## مناقشة تقارير الأمم المتحدة في عامي 2005 و 2006
في أغسطس عام 1986، تم انعقاد المؤتمر الدولي الأول حول كارثة تشيرنوبيل، فأنشأت الوكالة الدولية للطاقة الذرية لكنها لم تعلن رسمياً، رقم 4,000 حالة وفاة حيث بلغ إجمالي عدد الوفيات المتوقعة بسبب الحادث على المدى الطويل. في عامي 2005 و 2006، قامت مجموعة مشتركة من الأمم المتحدة وحكومات أوكرانيا وبيلاروسيا وروسيا، بالاعتراف بالاستجواب العلمي والطبي والاجتماعي والجماهيري المستمر حول عدد القتلى في الحادث الذي ظهر على مدار العشرين عامًا منذ وقوع الكارثة - وعملت على تأسيس إجماع دولي حول آثار الحادث من خلال سلسلة من التقارير التي جمعت 20 عامًا من الأبحاث لجعل التقديرات السابقة للأمم المتحدة والوكالة الدولية للطاقة الذرية ومنظمة الصحة العالمية تشير إلى 4,000 حالة وفاة بسبب الكوارث الأمراض ذات الصلة في «سكان تشيرنوبيل المعرضين للخطر».
في أبريل عام 2006، قامت المجلة العلمية «نيتشر» بعرض تقرير خاص استعرضه النظراء، والذي تم تفصيله ردا علي ذلك، تم علي الفور التحقق من عدد القتلى المتوقع في هذه المجموعة المشتركة بقيادة الأمم المتحدة البالغ 4000 شخص، مع العديد من العلماء والأطباء والاتحادات الطبية الحيوية التي استشهدت المجموعة المشتركة بعملها بزعم أن المجموعة المشتركة إما أساءت عرض عملهم أو فسرته خارج السياق. (على سبيل المثال، قدّر التقرير الكامل 5000 حالة وفاة أخرى بين 6.8 مليون شخص يعيشون في أماكن بعيدة عن مكان الحادث، وهو ما لم يرد ذكره في البيان الصحفي).
وجد آخرون خطأً في النتائج التي توصلت إليها المجموعة المشتركة بقيادة الأمم المتحدة في السنوات التي انقضت منذ نشرتها الأولي، بادعاء أن الرقم 4,000 منخفض جدًا- بما في ذلك اتحاد العلماء المهتمين؛ مصافي تشيرنوبيل؛ الأشخاص الذين تم إخراجهم من تشيرنوبيل وبريبيات وغيرها من المناطق المشمولة الآن في منطقة استبعاد تشيرنوبيل ومحمية بوليس ستيتولوجيال؛ المجموعات البيئية مثل السلام الأخضر. والعديد من العلماء والأطباء الأوكرانيين والبيلاروسيين الذين درسوا وعالجوا والذين تم نقلهم والذين تم ترحيلهم على مدار عقود منذ وقوع الحادث.

## وفيات المصفي

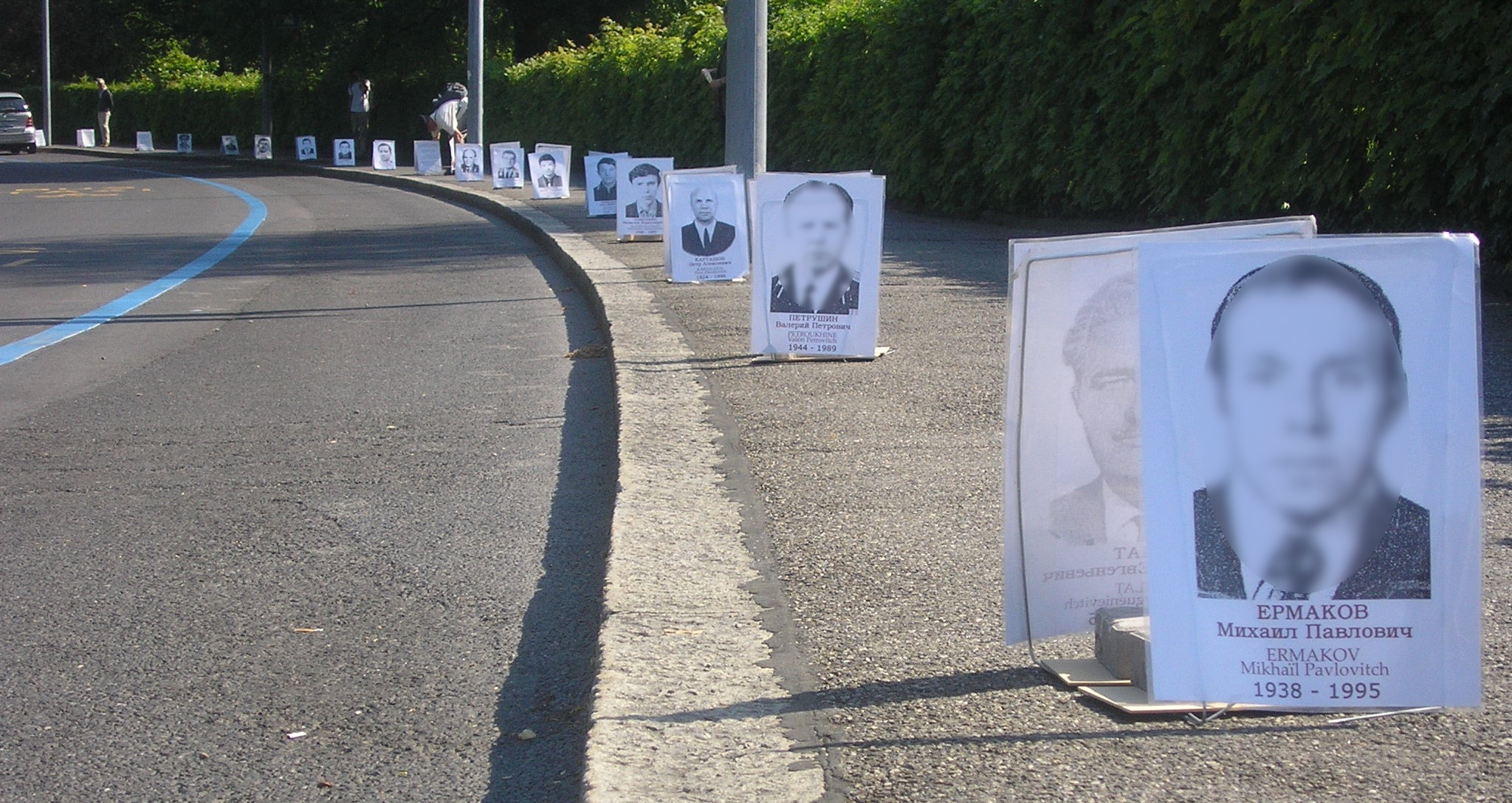
صور المصفين المتوفين المستخدمه في الاحتجاج على مكافحة الأسلحة النووية في جنيف

يعد معدل الوفيات غير المؤكد والمتنازع عليه لمصفّي تشيرنوبيل عاملاً رئيسيًا في عدم وجود توافق في الآراء حول عدد القتلى الدقيق لكارثة تشيرنوبيل. في أعقاب الكارثة نفسها، قام الاتحاد السوفيتي بتنظيم محاولة لتحقيق الاستقرار وإغلاق منطقة المفاعل، لأنه لا يزال غارقًا في الإشعاع، باستخدام جهود ما يقدر بـ 600000 «مصفي» تم تجنيدهم من جميع أنحاء الاتحاد السوفيتي.
منذ التسعينيات - عندما تم إزالة السرية عن سجلات مصفاة مختارة بين بعض المشاركين المباشرين إلى التحدث علنًا - أكد البعض ممن شاركوا بشكل مباشر في جهود تنظيف المصفين أن عدة آلاف من المصفين ماتوا نتيجة لعملية التنظيف. تدعي منظمات أخرى أن إجمالي وفيات المصفى نتيجة لعملية التنظيف قد يصل إلى 6,000 على الأقل.
اعترضت اللجنة الوطنية للحماية من الإشعاع في أوكرانيا علي تقدير 6,000 شخص وهو اعلي من اللازم، مؤكدة أن عدد الوفيات المرتبطة بتنظيف تشيرنوبيل والبالغ 6,000 شخص سوف يتجاوز عدد الوفيات المؤكدة للمصفى من جميع الأسباب الأخرى، بما في ذلك الشيخوخة وحوادث السيارات. في المقابل، يجادل ممثلو المركز القومي لأبحاث الطب الإشعاعي في كييف واتحاد مصرفي تشيرنوبيل وبرنامج الحماية من الإشعاع التابع لمنظمة الصحة العالمية بأن الظروف الخطرة التي يعمل فيها المصفيون والسرية التي اتبعها الاتحاد السوفيتي. يتطلب جهود تنظيف الكوارث المصنفة بدرجة عالية ليس فقط استبعاد عدد القتلى إلى 6,000 مصفي، ولكن يشير أيضًا إلى أن التقدير البالغ 6,000 قد يكون منخفضًا جدًا.
من جهة أخرى، جادل بعض مصفي تشيرنوبيل الباقين على قيد الحياة علنا منذ رفع السرية عن السجلات الإضافية في أوائل العقد الأول من القرن العشرين بأن السجلات الرسمية والتقييمات البيروقراطية لا تعكس النطاق الكامل لمطالبات المصفين بالوفيات المرتبطة بالكوارث. من أمثلة هذه الادعاءات تعليقات المصفيين الباقين على قيد الحياة في الفيلم الوثائقي لعام 2006 الحائز على جائزة «جوائز إيطاليا»، معركة تشيرنوبيل، وكذلك تعليقات فاليري ستارودوموف في عام 2011، والأفلام الوثائقية الأوكرانية. تشيرنوبيل 3828، التي تسرد أعمال ستارودوموف، وغيرها من أعمال التصفية ويفرض آثار طويلة الأجل علي حياتهم وصحتهم.

## أمراض زمن الانتقال الطويل
قدمت القضايا المتعلقة بتحديد وتتبع الأمراض ذات زمن الانتقال الطويل عائق آخر للوصول إلى توافق في الآراء بشأن الوفيات التي تتجاوز عدد الوفيات المباشرة التي تنتمي مباشرة إلى انفجار المفاعل الأول وما تلاه من متلازمة الإشعاع الحاد. في السنوات التي تلت الحادث، ظلت حالات الوفاة المتأخرة بعد الكوارث الناجمة عن السرطانات الصلبة وسرطان الدم وغيره من الأمراض التي تكون كامنة لفترة طويلة والتي قد تعزى إلى إطلاق الحطام المشع، مصدر قلق مستمر. ومع ذلك، بقيت المعايير والأساليب المبسطة والجهود البحثية المستمرة اللازمة لتحديد وتتبع وتسجيل مثل هذه الوفيات الناجمة عن المرض منذ زمن طويل غير موجودة، مما أدى إلى وجود فجوات في البيانات وتقديرات متباينة. (هناك إجماع على شكل واحد فقط من التأثير الفسيولوجي طويل الأجل: سرطان الغدة الدرقية لدى أولئك الذين تناولوا اليود المشع كأطفال. من بين هؤلاء في المجموعة المعرضة الذين طوروا سرطانات الغدة الدرقية، تقدر نسبة السرطانات التي ترجع إلى حادثة تشيرنوبيل بين (7% إلي 50%).
لقد عادت الوكالة الدولية للطاقة الذرية، في معرض تناولها للأمراض التي طال انتظارها في تقرير عام 2008، إلى استنتاجها الصادر في أغسطس 1986- والذي تم التوصل إليه في البداية في أول مؤتمر دولي حول الحادث (حدث مغلق أمام الصحافة والمراقبين المواطنين) وأصبح رسميًا في عامي 2005 و 2006 - من 4000 حالة وفاة مبكرة متوقعة نتيجة للكارثة. استندت الوكالة الدولية للطاقة الذرية إلى هذا الرقم البالغ 4,000 عامل على تقديرها بزيادة قدرها 3% من السرطانات في المناطق المحيطة بالمصنع، واعتمدتها لأول مرة في مؤتمر عام 1986 بعد رفضها العثور على 40000 حالة وفاة متوقعة يقدرها فاليري ليجاسوف- كيميائي غير عضوي ومحقق رئيسي في لجنة كارثة تشيرنوبيل الرسمية للاتحاد السوفياتي بناءً على أبحاث فريقه.
ومع ذلك، في السنوات الخمس التي أعقبت حادثة 1986 مباشرة، أكد المسؤولون والعلماء الأوكرانيون حدوث زيادة إقليمية في معدل الإصابة بالسرطان تزيد عن 5% في البالغين و 90% في أطفال المنطقة.

## الشروط القانونية للتعويضات والمدفوعات
بحلول عام 2005، كانت الحكومة الأوكرانية تقدم استحقاقات للناجين بما يعادل 19,000 أسرة «بسبب فقدان العائل الذي يحتمل أن يكون موته مرتبط بحادث تشيرنوبيل؛» بحلول عام 2019، ارتفع هذا الرقم إلى 35,000 أسرة. بحلول عام 2016، كان بعض الأطباء الأوكرانيين والبيلاروس المكلفين بمعالجة أعداد كبيرة من المصفيين السابقين في العقود التي تلت الحادثة يطالبون بإجراء دراسات أكثر شمولاً ويحثون على مراجعة عدد الوفيات المرتبطة بالكوارث الناجمة عن الأمراض التي حدثت منذ زمن طويل في الوكالة الدولية للطاقة الذرية. أن البيانات الخاصة بهم تشير إلى معدل الوفيات المصفى السابق من عدة آلاف في السنة نتيجة للأمراض المتعلقة بالكارثة.
توقعت منظمة السلام الأخضر وجود أكثر من مليون حالة وفاة مرتبطة بالسرطان من كارثة تشيرنوبيل. لا يقبل منتدى تشيرنوبيل ومنظمة الصحة العالمية والوكالات الدولية الأخرى هذا الرقم.

## المناقشات المنهجية
ساهم استخدام الأساليب المختلفة والمتنازع عليها في تحديد عدد الوفيات وحصرها، بالإضافة إلي الوفيات المتوقعة بسبب أمراض زمن الانتقال الطويل، في مجموعة واسعة من تقديرات حصيلة وفيات كارثة تشيرنوبيل. وكما ذكر هانز بليكس رئيس الوكالة الدولية للطاقة الذرية السابق في المقابلات، فإن هذا الخلاف حول أساليب الجدولة المختلفة وأعداد القتلى المتباينة التي تسببها كانت الدعامة الأساسية للجهود المبذولة لتقدير إجمالي الوفيات الناجمة عن الكارثة منذ المحاولات الأولى للسلطات الدولية لإثبات عدد القتلى.
في أغسطس 1986، عندما انعقد المؤتمر الدولي الأول حول الكارثة، خفضت الوكالة الدولية للطاقة الذرية تقدير الوفيات المتوقعة المتعلقة بالكارثة من فاليري ليجاسوف الكيميائي غير العضوي والمحلي الرئيسي في اللجنة الرسمية للاتحاد السوفيتي من 40000 إلي 4000 بعد اعتراض استخدام فاليري لنموذج إحصائي يعتمد علي بيانات الإشعاع من القصف الذري على هيروشيما وناجازاكي. (هذا الرقم هو 4000 شخص من النقاش المنهجي في مؤتمر عام 1986، وقد أشارت الوكالة الدولية للطاقة الذرية إلى تقديرها التقريبي لمدة 20 عامًا قبل انضمامها إلى وكالات الأمم المتحدة الأخرى في عامي 2005 و 2006 لجعل 4,000 من تقديرات الأمم المتحدة الرسمية للوفيات المرتبطة بالكوارث). يتم التنازع على التقديرات النظرية لوفيات الكارثة على أساس أنها تعتمد على النماذج المتنازع عليها مثل النموذج الخطي بلا بداية أو التخلف من أجل مقارنة معدلات السرطان المقدرة للكوارث بمعدلات الإصابة بالسرطان.
ومع ذلك فإن عدد القتلى المقدر الذي اعترف به في هذه المناقشات المنهجية ومحاولة التخفيف منها قد أسفر عن مجموعة من التقديرات المتباينة، وأيضا اتحاد العلماء المهتمين في 2011، واستنتاج النموذج الخطي القائم علي 27000 حالة وفاة بسبب الحادث؛ فرضت منظمة السلام الأخضر عدد قتلى يتراوح من 93000 إلي 200000 منذ عام 2006، عواقب كارثة تشيرنوبيل علي الناس والبيئة (في عام 2007، نشرت سجلات الأحداث من قبل الشركات التابعة الروسية وأكاديمية نيويورك للعلوم، ولكن دون موافقة صريحة من مؤسسة الخدمة الوطنية للدفاع عن الشباب، والتي تقدر 985,000 حالة وفاة مبكرة نتيجة للإشعاع الذي صدر عن الحادث.

## البقاء على قيد الحياة من حسابات الأشخاص الذين تم إجلاؤهم
منذ عام 1986، يميل المسؤولون إلى الاستغناء عن أي رأي غير دقيق في ادعاءات بعض الذين نجوا من استبعاد منطقة تشيرنوبيل ومحمية بوليس ستيتولوجيال بأن ملاحظاتهم الخاصة عن الوفيات التي تعزي إلى الكارثة لا تنعكس في السجلات الرسمية والإحصاء. على سبيل المثال، لطالما رفضت السلطات ادعاءات بعض الذين تم إجلاؤهم من «بريبيات» بأنها «أسطورة حضرية» من ارتفاع معدلات الوفيات بين زملائهم المواطنين الذين تجمعوا على جسر للسكك الحديدية - ما يسمى «جسر الموت»- لمشاهدة حريق المفاعل المتفجر وهو يتوهج. عمود أزرق كهربائي من الهواء المتأين في خضم السقوط النووي المرئي في ليلة الحادث. تم الكشف عن هذا لاحقًا ليكون أسطورة حضرية.
في الواقع، حدثت مجادلات بين بعض السلطات في أن الصدمة النفسية التي أعقبت الكوارث، والتي توصف احيانا بأنها رهاب الإشعاعات، ووصفت بأنها جانب عقلي في جميع أعراض ما بعد الحوادث التي وصفها بعض الأطباء بأنها «متلازمة تشيرنوبيل»، أدت الحادثة إلي ارتفاع نسب الوفيات في المنطقة المحيطة بالمصنع، بناء علي أدلة قصصية وحدها. في هذا السياق فإن منتدي تشيرنوبيل، والجمعية النووية العالمية، وغيرهما من الجماعات، يفرضان زيادة في المشكلات النفسية عند من تعرضوا لإشعاع الكارثة، ويرجع ذلك جزئيا إلي ضعف التواصل بين آثار الإشعاع، وتعطيل أسلوب حياتهم، والصدمات المحيطة بكل الاتحاد السوفيتي.
رداً على ذلك، بعض السكان السابقين في المنطقة التي تضم الآن منطقة استبعاد تشيرنوبيل ومحمية بوليس ستيتولوجيال، بما في ذلك ليوبوف سيروتا، الشاعرة الأوكرانية وإجلاء بريبيات لها، في عام 1995، كتبت قصيدة تشيرنوبيل قصائد «راديوفوبيا»، ومذكراتها لعام 2013، متلازمة بريبيات. ينتقدون التشكيك في سيكولوجية الناجين وفهمهم مثل الجهود المبذولة لرفض وإلغاء الشرعية عن كلا من تم إجلاؤهم، وطالبوا بتجربة طويلة الأمد حول الآثار المميتة للكارثة وادعاءات الأشخاص الذين تم إجلاؤهم عن الآثار الملموسة والمستمرة للحادث على صحتهم الجسدية. في قصيدتها 1988، «إنهم لم يسجلوا لنا (إلى فاسيلي ديوميدوفيتش دوبودل)»، تناولت سيروتا ما تعتبره فشل السلطات المحلية والدولية في إدراك حالات الوفيات الناجمة عن الأشخاص الذين تم إجلاؤهم في منطقة تشيرنوبيل التي تم استبعادهم من المرض، والوصول إلى توافق في الآراء حول أفضل السبل لتسجيل هذه الوفيات ودراستها.
كتبت:
| الوفيات الناجمة عن كارثة تشيرنوبيل | "لم يقوموا بتسجيلنا / وفياتنا / لم تكن مرتبطة بالحادث. / ... / لقد كتبوا لنا / الإجهاد المستمر ، / الاضطرابات الوراثية الماكرة. ... / المنازل من الموظفين "المختصة" / عد "النفوس" لدينا في النسب المئوية. ... / لقد شطبونا... | الوفيات الناجمة عن كارثة تشيرنوبيل |

وما زال الأمر الأكثر إثارة للجدل هو أن بعض الذين تم إجلاؤهم من منطقة تشيرنوبيل لاستبعاد المناطق ومحمية بوليس ستيتولوجيال يواجهون مشكلة خاصة مع الوضع الطويل الأمد لوكالات الأمم المتحدة التأسيسية في التقليل من ادعاءات بعض الأشخاص الذين تم إجلاؤهم خلال الأسابيع والأشهر. مباشرة بعد وقوع الحادث، وشهدوا المزيد من الوفيات الناجمة عن الكوارث مباشرة بسبب الصدمات ومرض الإشعاع الذي يجادلون فيه علي أنه لا ينعكس في السجل الرسمي. على سبيل المثال، زعم نيكولاي كالوجين - وهو من السكان الذين تم إجلاؤهم من قرية مدرجة الآن في محمية بوليس ستيتولوجيال، لمجلة نيوزويك في مايو 2019 أن ابنته توفيت في الأسابيع التي تلت الحادث كنتيجة لما أكد وجود حالات إشعاعية محلية غير مسجلة.
| الوفيات الناجمة عن كارثة تشيرنوبيل | أحضروا نعشًا صغيرًا. ... كانت صغيرة ، مثل العلبة الخاصة بدمية كبيرة. أريد أن أشهد: لقد توفيت ابنتي من تشيرنوبيل. وهم يريدون منا أن ننسى الأمر. | الوفيات الناجمة عن كارثة تشيرنوبيل |

من جانبهم، تواصل الأمم المتحدة وبعض علماء كارثة تشيرنوبيل البارزين استبعادهم، سواء أكانوا مخطئين أو رهاب الإشعاع، من مزاعم الإجلاء عن الوفيات الإضافية المباشرة القصيرة الأجل الناجمة عن الصدمات الناجمة عن الحوادث أو المرض الإشعاعي التي لم يتم احتسابها في الأرقام الرسمية للحادث، في عدد القتلى.

## القائمة الرسمية للوفيات المباشرة
الأشخاص الـ 31 المدرجة أسماؤهم في الجدول أدناه هم أولئك الذين أدرج الاتحاد السوفياتي وفاتهم في قائمته الرسمية- التي أُفرج عنها في النصف الأخير من عام 1986 - من الإصابات التي تُعزى مباشرة إلى الكارثة.
| الاسم بالعربي والروسية                                            | تاريخ ومكان الميلاد                                                      | تاريخ ومكان الوفاة                                  | سبب الوفاة/ الإصابة                                      | المنصب | الوصف | الإعتراف الرسمي |  |
| فاليري إيليتش خودمتشوك Валерий Ильич Ходемчук                     | 24-03-1951 Kropyvnya اوكرانيا الإشتراكية                                 | 26-04-1986 مفاعل رقم 4 (تشرنوبيل)                   | مدفون في المفاعل رقم 4 (جثته لم تتنشل)                   | مهندسًا سوفيتيًا | مشغل المضخة الدورانية الليلية في محطة تشيرنوبيل للطاقة | وسام شارة الشرفوسام الشجاعة من الدرجة الثالثة                                                                                     |  |
| بارانوف، أناتولي ايفانوفيتش Баранов, Анатолий Иванович            | 1953-06-13، تسيوروبينسك، خيرسون، أوكرانيا الإشتراكية                     | 1986-05-20، موسكو                                   | حروق في 100% من الجسم، تقدر بـ 15 جراما (1500 راد) جرعة  | مهندس كهرباء | إدارة المولدات أثناء الطوارئ، ومنع انتشار الحريق من خلال قاعة المولدات.                                                                                      | وسام الشجاعة من الدرجة الثالثة، وسام الاتحاد السوفيتي لثورة أكتوبر                                                                |  |
| ألكساندر أكيموف Акимов, Александр Фёдорович                       | 1953-05-06، نوفوسيبيرسك                                                  | 1986-05-10، موسكو                                   | حروق في 100% من الجسم، تقدر بـ 15 جراما (1500 راد) جرعة. | قائد الفرقة #4 | مشغل مفاعل كبير، في أدوات التحكم في غرفة التحكم في وقت الانفجار؛ تلقى جرعة مميتة خلال محاولات إعادة تشغيل تدفق المياه المغذية في المفاعل.                    | وسام أوكرانيا للشجاعة من الدرجة الثالثة                                                                                           |  |
| برازنيك، فياتشيسلاف ستيبانوفيتش Бражник, Вячеслав Степанович      | 1957-05-03، اتباسار، تسلينوغراد، جمهورية كازاخستان الاشتراكية السوفياتية | 1986-05-14                                          | حروق في 100% من الجسم، تقدر بـ 15 جراما (1500 راد) جرعة  | كبير مشغلي التوربينات الميكانيكية | في قاعة التوربينات في لحظة الانفجار. تلقى جرعة قاتلة (أكثر من 1000 راد) خلال مكافحة الحرائق وتثبيت قاعة التوربينات، توفي في مستشفى موسكو.                    | وسام الشجاعة من الدرجة الثالثة |  |
| دجيتينكو، فيكتور ميخائيلوفيتش Дегтяренко, Виктор Михайлович       | 1954-08-10، ريازان، روسيا الاتحادية الاشتراكية السوفياتية                | 1986-05-19، موسكو                                   | حروق في 100% من الجسم                                    | مشغل | كان بالقرب من المضخات في لحظة الانفجار. احترق وجه من الماء الساخن أو البخار.                                                                                 | وسام الشجاعة |  |
| فاسيلي إجناتنكو Игнатенко, Василий Иванович                       | 1961-03-13سبيريشي، غوميل، بيلوروسيا الاشتراكية السوفياتية                | 1986-05-13 موسكو                                    | حروق في 100% من الجسم                                    | قائد فرقة، وحدة الحرائق والإنقاذ شبه العسكرية السادسة، بريبيات، كييف                                                                                | تلقى جرعة قاتلة خلال محاولة لإطفاء السقف والمفاعل. | بطل أوكرانيا. |  |
| إيفانينكو، يكاترينا الكسندروفنا Иваненко, Екатерина Александровна | 1932-09-11 نزيهوف، غوميل، بيلوروسيا الاشتراكية السوفياتية                | 1986-05-26 موسكو                                    | حروق في 100% من الجسم                                    | حارس | حارس المبنى #4 ظل في عمله طوال الليل وحتى صباح اليوم التالي                                                                                                  | وسام الاتحاد السوفيتي للراية الحمراء.                                                                                             |  |
| فاليري إيليتش Ходемчук, Валерий Ильич                             | 1951-03-24 ايفانكوف، كييف ، أوكرانيا السوفياتية                          | 1986-04-26، مفاعل تشرنوبيل                          | غير معروف، من المحتمل من الانفجار                        | مشغل في المفاعل الرابع | من المحتمل أنه توفى في الحال، على الرغم من عدم وجود جثة له إلا أن له وسام تذكاري في مبنى مفاعل 4.                                                            | وسام الشجاعة. |  |
| فيكتور ميكولايفيتش Кибенок, Виктор Николаевич                     | 1963-02-17خيرسون، أوكرانيا الإشتراكية                                    | 1986-05-11، موسكو                                   | حروق في 100% من الجسم                                    | رئيس الحرس ، الوحدة شبه العسكرية السادسة للإطفاء/ الإنقاذ، بريبيات، كييف                                                                            | ملازم، قائد الوحدة الثانية | بطل الاتحاد السوفيتي للاتحاد السوفيتي وأمر لينين، بموجب مرسوم من رئاسة مجلس السوفيات الأعلى للاتحاد السوفياتي في 25 سبتمبر 1986.. |  |
| كونوفال ، يوري إيفانوفيتش Коновал, Юрий Иванович                  | 1942-01-01                                                               | 1986-05-28 موسكو                                    | حروق في 100% من الجسم                                    | كهربائي | مشغل آلات ومكافح حريق في المبنى 4 و 5. | وسام الشجاعة |  |
| كودريافتسيف ، ألكسندر غناديفيتش Кудрявцев, Александр Геннадиевич  | 1957-12-11، كيروف ، روسيا الاشتراكية السوفياتية                          | 1986-05-14، موسكو                                   | حروق في 100% من الجسم                                    | كان يوجد في غرفة التحكم في لحظة الإنفجار تلقى جرعة مميتة من الإشعاع أثناء محاولة لخفض قضبان التحكم يدويا وهو يتطلع مباشرة إلى جوهر المفاعل المفتوح. | مهندس تحكم. | وسام الشجاعة من الدرجة الثالثة.                                                                                                   |  |
| أناتولي خارلامبوفيتش Кургуз, Анатолий Харлампиевич                | 1957-06-12، بريانسك، روسيا الاشتراكية السوفياتية                         | 1986-05-12، موسكو                                   | حروق في 100% من الجسم                                    | مشغل | حرق بواسطة الغاز. | وسام لينين. |  |
| ليلشنكو، ألكسندر غريغوريفيتش Лелеченко, Александр Григорьевич     | 1938-07-26، لوبنسكي، بولتافا، الأوكرانية                                 | 1986-05-07، كييف ، الأوكرانية الاشتراكية السوفياتية | حروق في 100% من الجسم                                    | نائب رئيس المحل الكهربائي | لحماية زملائه الأصغر سنا مر بالمياه المشعة والحطام ثلاث مرات لإغلاق المحولات الكهربائية وتغذية الهيدروجين للمولدات، ثم حاول توفير الجهد لمضخات مياه التغذية. | بطل أوكرانيا ووسام لينين. |  |

## وصلات خارجية
- أسوأ الكوارث النووية- التايمز.